# Fabio Van den Bossche
Fabio Van den Bossche (* 21. September 2000 in Gent) ist ein belgischer Radrennfahrer, der auf Bahn und Straße Rennen bestreitet.

## Sportliche Laufbahn
Fabio Van den Bossche fährt Radrennen, seitdem er acht Jahre alt ist. Er mag die Abwechslung, die ihm der Bahnradsport in verschiedenen Disziplinen darstellt; der Straßenradsport dient ihm bisher eher zur Verbesserung seiner Leistungen auf der Bahn. Sein Motto lautet: „Einfach schnell genug fahren.“
2015 wurde Van den Bossche mit Nicolas Wernimont belgischer Jugend-Meister im Zweier-Mannschaftsfahren. 2017 und 2018 wurde er mit Wernimont jeweils Junioren-Europameister; 2018 holte er zudem noch den Titel im Punktefahren. Im selben Jahr wurde er belgischer Meister der Elite im Punktefahren und im Dernyrennen. 2019 errang er gemeinsam mit Robbe Ghys, Gerben Thijssen und Sasha Weemaes bei den U23-Europameisterschaften Silber in der Mannschaftsverfolgung. Bei den Europaspielen in Minsk belegte er mit Moreno De Pauw Rang vier im Zweier-Mannschaftsfahren.
Zum 1. August 2019 wurde Van den Bossche vom Team Sport Vlaanderen als Stagiaire verpflichtet. Die beiden anschließenden Saisonen bestritt er als regulärer Fahrer für das belgische UCI ProTeam, ehe er im Jahr 2022 zur Alpecin-Fenix Mannschaft wechselte, die ein Jahr später unter dem Namen Alpecin-Deceuninck den Status eines UCI WorldTeams erhielt. Sein Grand-Tour-Debüt gab Fabio Van den Bossche beim Giro d’Italia 2024, den er als 107. der Gesamtwertung beendete.
Bei den Olympischen Spielen 2024 in Paris gewann Van den Bossche die Bronzemedaille im Omnium.

## Erfolge

### Bahn
2015
- Belgischer Jugend-Meister – Zweier-Mannschaftsfahren (mit Nicolas Wernimont)

2017
- Junioren-Europameister – Zweier-Mannschaftsfahren (mit Nicolas Wernimont)
- Junioren-Europameisterschaft – Punktefahren
- Belgischer Junioren-Meister – Punktefahren, Zweier-Mannschaftsfahren (mit Nicolas Wernimont)

2018
- Junioren-Europameister – Omnium, Zweier-Mannschaftsfahren (mit Nicolas Wernimont)
- Belgischer Meister – Punktefahren, Derny

2019
- U23-Europameisterschaft – Mannschaftsverfolgung (mit Robbe Ghys, Gerben Thijssen und Sasha Weemaes)

2021
- Europameisterschaft – Omnium

2022
- Belgischer Meister – Omnium
- Weltmeisterschaft – Punktefahren, Zweier-Mannschaftsfahren (mit Lindsay De Vylder)

2023
- Weltmeisterschaft – Punktefahren

2024
- Europameisterschaft – Omnium
- Weltmeisterschaft – Zweier-Mannschaftsfahren (mit Lindsay De Vylder)
- Olympische Spiele – Omnium

### Straße
2018
- Gesamtwertung Sint-Martinusprijs Kontich

## Grand Tour-Platzierungen
| Grand Tour            | 2024 |
| --------------------- | ---- |
| Giro d’ItaliaGiro     | 107  |
| Tour de FranceTour    | –    |
| Vuelta a EspañaVuelta | –    |